# Kozmus
Kozmus je priimek več znanih Slovencev:
- Jože Kozmus (*1952), gospodarstvenik
- Klemen Kozmus Trajkovski, geodet, kartograf, doc. FGG
- Peter Kozmus, biolog, entomolog, čebelarski strokovnjak
- Primož Kozmus (*1979), atlet, metalec kladiva
- Simona Kozmus (*1978), atletinja, metalka kladiva